# Institución de Damas Nobles “Maria Schul”
La Institución de Damas Nobles Maria-Schul fue un capítulo de damas nobles situado en la ciudad morava de Brno y fundado en el siglo XVII.

## Historia
Fue fundado en 1655 según el mandato testamentario de una dama de la nobleza morava, Jany Františky Prisci condesa de Magnis y nacida Pergerin von Perg. La noble dejaba para la fundación de la institución: su casa incluyendo su mobiliario, una granja, dos jardines a las afueras y 60.000 monedas de oro para la educación de niñas nobles vulnerables bajo la forma germánica de Damenstift o damas canonesas. Este modelo era similar, por ejemplo, al de la Institución de Damas Nobles del Castillo de Praga, también en dominios de la casa de Austria. El albacea de su testamento fue Maximiliano, II príncipe de Dietrichstein que moriría también en 1655. El encargado de ejecutar el testamento sería su hijo Fernando, III príncipe de Dietrichstein (1628-1698). Ambos príncipes dotarían adicionalmente la fundación original permitiendo albergar algunas damas nobles más, conocidas bajo este nombre.
En 1669 Fernando, príncipe de Dietrichstein, compraría el palacio Wallenstein como sede de la institución, tras haber vendido la casa de la fundadora.
Entre 1682 y 1691 se adaptó este palacio Wallenstein para albergar la Institución por parte del arquitecto local, Jan Křtitle Erna. Este palacio original contaba con dos plantas. Siete años después la Institución recibiría la sanción imperial y se aprobarían sus primeros estatutos.
En 1791, según planos de J.V. Eitelberger se añadió una tercera planta al edificio y se unió al palacio Altham. Dos años después el emperador Francisco II del Sacro Imperio confirmaría sus estatutos. 
En 1854 y 1858 sería visitada por Francisco José I de Austria y su esposa Isabel y en 1880 le sería concedido el título de Imperial y real por este emperador.
En 1918 el colapso del Imperio austrohúngaro supuso el inicio del fin de la Institución, aunque se mantuviera hasta al menos el año siguiente.

## Estructura
En el año 1918, la Institución presentaba la estructura siguiente. A la cabeza de la institución se situaba la Patrona y Directora principal (Oberste Schutzfrau und Ober Direktorin) que era una archiduquesa de Austria. Justo después se situaba un codirector (Mit-Direktor) y sucesivamente por debajo, una superiora de la Institución (Stifts-Oberin) y su asistente (Stifts-Assistentin)
Después existían distintas clases de damas:
- Residenziar-Stifts-Damen, en español, damas residentes en la Institución: pertenecían a la Institución en régimen de internado. En 1918 eran 17 damas.
- Externe Stift-Damen, en español, damas externas de la institución: pertenecían a la Institución en régimen de externado. En 1919 eran 19 aunque esta clase contaba con dos prebendas vacantes.
- Fürstlichen Dietrichstein’sche Stifts-Damen, en español, damas de la Institución correspondientes a la dotación otorgada por la casa principesca de Dietrichstein. En 1918 se trataba de dos damas.
- Ehren-Stifts-Damen, en español, damas de honor de la Institución. Constituían unas 131 damas en 1918.

Además contaban con una oficina de administración con dos empleados.
Anteriormente, desde 1791 hasta al menos 1887, contó con una serie de prebendadas de origen burgués. 

## Insignia

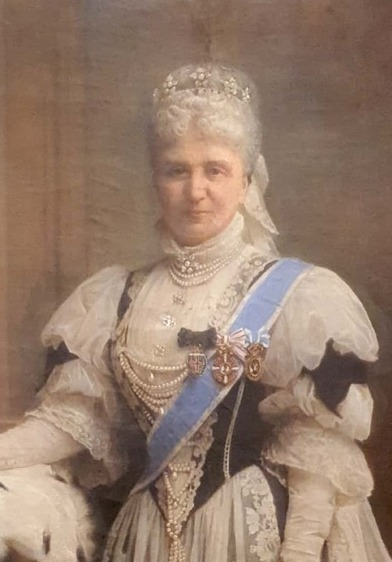
Detalle de un retrato de Ida Ferenczy, llevando las insignias de Ehrendame o dama de honor de la Institución. Se trata de la insignia en el lado izquierdo de su pecho (primera por la derecha) y la banda cruzando la parte superior del cuerpo.

Su insignia consistía en un relieve de la Virgen María, en pie, esmaltada en el centro de una forma oblonga de la que salían diferentes rayos rectos y haciendo curvas. La forma oblonga estaba coronada por una corona imperial. La insignia colgaba en el lado izquierdo del pecho sujeta por un lazo formado por una cinta azul celeste con listas blancas estrechas en sus extremos.
Así mismo las damas portaban una cinta en forma de banda cruzada del hombro izquierdo a la cadera derecha en color azul celeste y con dos listas blancas a los lados de esta.

### Individuales
1. ↑  «Vítejte v Paláci šlechtičen | Portál MZMB». 27bi36a.257.cz. Consultado el 4 de octubre de 2023.
2. ↑  «Palác šlechtičen.». Encyklopedie dějin města Brna (en checo). 2004. Consultado el 4 de octubre de 2023.
3. 1 2  «77th auction. Noble Lady's Monastic Order Badge of "Maria Schul" in Brünn. Auktionshaus Andreas Thies EK.». www.andreas-thies.de (en inglés). Consultado el 4 de octubre de 2023.